# Noel Sanvicente
Noel Sanvicente Bethelmy (ur. 21 grudnia 1964 w San Félix) – wenezuelski piłkarz, grający na pozycji pomocnika lub napastnika, trener piłkarski.

## Kariera piłkarska

### Kariera klubowa
W 1979 rozpoczął karierę piłkarską w Mineros Guayana. Potem występował w klubach Marítimo Caracas, Minervén Puerto Ordaz i Caracas FC, gdzie zakończył karierę w roku 1996.

### Kariera reprezentacyjna
W latach 1989–1990 bronił barw reprezentację Wenezueli.

## Kariera trenerska
Karierę szkoleniowca rozpoczął w 1998 roku. Od 2002 do 2010 z przerwami pracował z Caracas FC. W 2010/11 prowadził Deportivo La Guaira. Latem 2012 został mianowany na stanowisko głównego trenera klubu Zamora Barinas. 17 lipca 2014 stał na czele reprezentacji Wenezueli.

## Sukcesy i odznaczenia

### Sukcesy piłkarskie
Marítimo Caracas
- mistrz Wenezueli (4): 1986/87, 1987/88, 1989/90, 1992/93

Minervén Puerto Ordaz
- mistrz Wenezueli (2): 1994/95, 1995/96

### Sukcesy trenerskie
Caracas FC
- mistrz Wenezueli (5): 2002/03, 2003/04, 2005/06, 2006/07, 2008/09
- zdobywca Pucharu Wenezueli: 2009

Zamora Barinas
- mistrz Wenezueli (2): 2012/13, 2013/14